# Dariusz Zięba
Dariusz Zięba (* 8. November 1972 in Koszalin) ist ein polnischer Badmintonspieler. 

## Karriere
Dariusz Zięba ist einer der erfolgreichsten polnischen Badmintonspieler der 1990er und 2000er Jahre. Von 1991 bis 2008 gewann er sechs nationale Titel in Polen.

## Sportliche Erfolge
| Saison | Veranstaltung                   | Disziplin    | Platz | Name                                                                        |
| ------ | ------------------------------- | ------------ | ----- | --------------------------------------------------------------------------- |
| 1991   | Polnische Einzelmeisterschaften | Herreneinzel | 3     | Dariusz Zięba (Motus Koszalin)                                              |
| 1992   | Polnische Einzelmeisterschaften | Herreneinzel | 1     | Dariusz Zięba (Polonez Warszawa)                                            |
| 1993   | Polnische Einzelmeisterschaften | Herreneinzel | 2     | Dariusz Zięba (Polonez Warszawa)                                            |
| 1993   | Polnische Einzelmeisterschaften | Herrendoppel | 1     | Jacek Hankiewicz / Dariusz Zięba (Polonez Warszawa)                         |
| 1994   | Polnische Einzelmeisterschaften | Herreneinzel | 1     | Dariusz Zięba (Polonez Warszawa)                                            |
| 1994   | Polnische Einzelmeisterschaften | Herrendoppel | 2     | Jacek Hankiewicz / Dariusz Zięba (Polonez Warszawa)                         |
| 1995   | Polnische Einzelmeisterschaften | Herrendoppel | 3     | Mariusz Borowiec / Dariusz Zięba (Polonez Warszawa)                         |
| 1995   | Polnische Einzelmeisterschaften | Herreneinzel | 1     | Dariusz Zięba (Polonez Warszawa)                                            |
| 1996   | Polnische Einzelmeisterschaften | Herreneinzel | 1     | Dariusz Zięba (Polonez Warszawa)                                            |
| 1996   | Polnische Einzelmeisterschaften | Herrendoppel | 1     | Jacek Hankiewicz / Dariusz Zięba (Polonez Warszawa)                         |
| 1997   | Polnische Einzelmeisterschaften | Herrendoppel | 2     | Robert Mateusiak / Dariusz Zięba (Polonez Warszawa)                         |
| 1997   | Polnische Einzelmeisterschaften | Herreneinzel | 2     | Dariusz Zięba (Polonez Warszawa)                                            |
| 1998   | Polnische Einzelmeisterschaften | Herrendoppel | 3     | Robert Mateusiak / Dariusz Zięba (Polonez Warszawa)                         |
| 1998   | Polnische Einzelmeisterschaften | Herreneinzel | 2     | Dariusz Zięba (Polonez Warszawa)                                            |
| 1999   | Polnische Einzelmeisterschaften | Herreneinzel | 2     | Dariusz Zięba (Polonez Warszawa)                                            |
| 2001   | Polnische Einzelmeisterschaften | Herreneinzel | 2     | Dariusz Zięba (Bizon Płock)                                                 |
| 2002   | Polnische Einzelmeisterschaften | Mixed        | 3     | Dariusz Zięba / Monika Bieńkowska (Orlicz Suchedniów / Bizon Płock)         |
| 2002   | Polnische Einzelmeisterschaften | Herreneinzel | 3     | Dariusz Zięba (Orlicz Suchedniów)                                           |
| 2003   | Polnische Einzelmeisterschaften | Herreneinzel | 2     | Dariusz Zięba (Ruch Piotrków Tryb.)                                         |
| 2003   | Polnische Einzelmeisterschaften | Mixed        | 3     | Dariusz Zięba / Dorota Grzejdak (Ruch Piotrków Tryb. / Pts Puszczykowo)     |
| 2004   | Polnische Einzelmeisterschaften | Herreneinzel | 3     | Dariusz Zięba (Skb Suwałki)                                                 |
| 2005   | Polnische Einzelmeisterschaften | Herreneinzel | 3     | Dariusz Zięba (Skb Suwałki)                                                 |
| 2006   | Polnische Einzelmeisterschaften | Herreneinzel | 2     | Dariusz Zięba (Skb Suwałki)                                                 |
| 2007   | Polnische Einzelmeisterschaften | Herreneinzel | 3     | Dariusz Zięba (Skb Suwałki)                                                 |
| 2008   | Polnische Einzelmeisterschaften | Herrendoppel | 3     | Łukasz Moreń / Dariusz Zięba (SKB Litpol-Malow Suwałki)                     |
| 2010   | Polnische Einzelmeisterschaften | Herreneinzel | 3     | Dariusz Zięba (LUKS Badminton Choroszcz)                                    |
| 2011   | Polnische Einzelmeisterschaften | Mixed        | 2     | Dariusz Zięba / Nadieżda Zięba (LUKS Badminton Choroszcz / Hubal Białystok) |
| 2012   | Polnische Einzelmeisterschaften | Herreneinzel | 3     | Dariusz Zięba (LUKS Badminton Choroszcz)                                    |